# Pange
Pange (Duits: Spangen an der Nied) is een gemeente in het Franse departement Moselle in de regio Grand Est en telt 895 inwoners (1999).

## Geschiedenis
Pange was de hoofdplaats van het gelijknamige kanton in het arrondissement Metz-Campagne tot op 22 maart 2015 beide werden opgeheven. De gemeente werd opgenomen in het nieuwgevormde kanton Le Pays Messin, dat onderdeel werd van het arrondissement Metz.

## Geografie
De oppervlakte van Pange bedraagt 8,6 km², de bevolkingsdichtheid is 94,7 inwoners per km² en de gemeente telt 814 inwoners (2005).

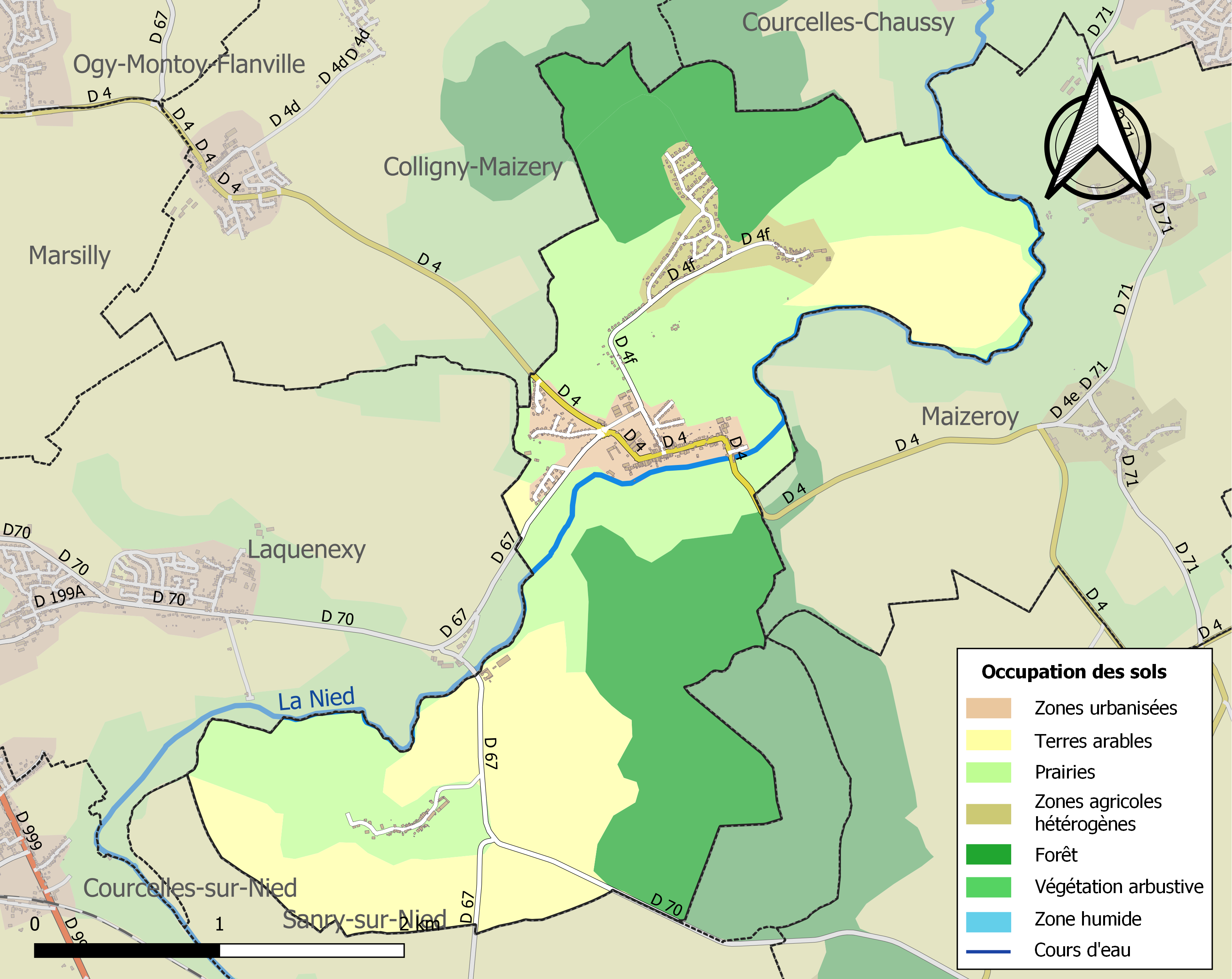
Kaart van de gemeente met de belangrijkste infrastructuur, bodemgebruik en omliggende gemeenten

## Demografie
Onderstaande figuur toont het verloop van het inwonertal (bron: INSEE-tellingen).